# Dulce Maia
Dulce Maia de Souza (codinome: Judith; São Paulo, 1937 – Cunha, 12 de maio de 2017) foi uma produtora cultural e guerrilheira brasileira que participou da luta armada contra a ditadura militar brasileira entre 1964 e 1985. Integrante da organização de extrema-esquerda Vanguarda Popular Revolucionária (VPR), foi presa, torturada e banida do Brasil durante o regime militar. Primeira mulher da guerrilha armada presa no país, foi também a primeira exilada a retornar ao Brasil após a promulgação da Lei da Anistia em 1979.

## Biografia
Bisneta e neta de militantes pela República ainda no tempo do Brasil Império em Minas Gerais, sua avó materna chamava-se América do Brasil Republicano(nascida em Lavras, descendente da mais velha das Três Ilhoas, Antônia da Graça). Irmã de Carlito Maia, famoso publicitário mineiro(natural de Lavras/MG), fundador do Partido dos Trabalhadores uma década depois e criador dos slogans para a primeira campanha eleitoral de Luiz Inácio Lula da Silva à presidência em 1989, como “Lula-lá”, “oPTei” e “Sem medo de ser feliz”, no fim dos anos 60 ela dividia sua atuação profissional como produtora – produziu Roda Viva, peça musical encenada pelo Teatro Oficina, criada por Chico Buarque de Holanda e dirigida por José Celso Martinez Corrêa, que teve uma das suas apresentações invadida por elementos da organização de extrema-direita Comando de Caça aos Comunistas (CCC) – com a atuação na subversão ao regime vigente. Mestre em fazer conexões, ao mesmo tempo em que trabalhava na área cultural circulando e fazendo amizade com artistas, ela alinhavava uma série de atividades clandestinas, a começar por fazer a ponte entre a VPR de Carlos Lamarca, à qual pertencia, e a Ação Libertadora Nacional (ALN) de Carlos Marighella.
Na VPR, além de dar assistência na clandestinidade  a ex-sargentos e marinheiros que participavam da luta armada, como exímia motorista ela participava das ações armadas principalmente como motorista de fuga para os companheiros. Participou do ataque à ambulância utilizada pela VPR para o roubo de armas do Hospital Militar do Cambuci, em 1968. Também participou da pesquisa de campo que resultou na execução do capitão do Exército dos EUA Charles Chandler, que ensinava técnicas de tortura às forças de repressão paulistas, em 12 de outubro do mesmo ano. Integrou o grupo que assaltou a loja de armas Diana. Dulce Maia aprendeu a atirar com o então capitão Carlos Lamarca, no quartel de Quitaúna, em São Paulo. “Tenho boa pontaria porque tenho bom olho. Usei 32, 38, metralhadora INA, FAL, M2...”. Dulce também integrou o comando da VPR responsável pelo ataque ao quartel-general do II Exército em 26 de junho de 1968, após uma provocação do comandante, general Manoel Rodrigues Carvalho de Lisboa, sobre o ataque anterior ao Hospital do Cambuci, onde um caminhão carregado de explosivos foi lançado contra a entrada do quartel, matando o soldado Mário Kozel Filho e ferindo diversos militares.
Foi presa em 26 de janeiro de 1969 na casa de seus pais no bairro do Brooklin, na frente de sua mãe – que se atracou com os militares para impedir que a filha fosse levada– depois que companheiros da VPR presos dias antes em Itapecerica da Serra que conheciam o lugar, forneceram o endereço sob tortura. Primeira mulher da guerrilha até então a ser presa, foi levada para a Polícia do Exército, já apanhando no caminho, onde passou a ser barbaramente torturada e estuprada por dias, torturas essas que viriam a causar sequelas pelo resto da vida, incluindo a perda de audição em um dos ouvidos. Por toda a vida lembrou-se do rosto de uma sargento gordo que sempre a estuprava e lhe dava choques pelo corpo nua e de cabeça para baixo, dizendo que Dulce "ia parir eletricidade". Na prisão na Torre das Donzelas, ala especial feminina do Presídio Tiradentes onde ficou com outras companheiras, foi visitada pelo então sociólogo Fernando Henrique Cardoso.
Dulce deixou a prisão em 15 de junho de 1970, durante a Copa do Mundo do México, pesando apenas 38 kg, banida do país com mais 39 guerrilheiros em troca da libertação do embaixador alemão Ehrenfried von Holleben, sequestrado pela guerrilha três dias antes. No exílio, com seu companheiro, também banido, José Diógenes Carvalho de Oliveira, primeiramente para a Argélia, Dulce passou por Cuba, Chile, Bélgica e Portugal, depois da Revolução dos Cravos, em 1975. Seu último refúgio como expatriada foi em Guiné-Bissau, ex-colônia portuguesa na África.
Ao retornar ao Brasil, primeira exilada a retornar depois da Anistia, recomeçou sua vida sempre ligada à cultura intelectual e ambiental. Foi diretora das ONGs  Ecoatlântica e da Econsenso (co-gestora do Parque Nacional da Serra da Bocaina). No inicio da década de 90 trabalhou como voluntária na recuperação da memória dos presos políticos, fazendo a seleção e cadastro dos documentos recolhidos do DOPS do Paraná para a Comissão de Direitos Humanos da Assembléia Legislativa de Santa Catarina, época em que morou no estado. Em 2014 depôs na Comissão Nacional da Verdade, seção São Paulo, onde contou em detalhes seu tempo na prisão e as torturas que sofreu, sem nunca conseguir identificar seus algozes. Anos depois de seu retorno, adotou três filhos e criou na cidade de Cunha, interior de São Paulo onde passou a residir, seus últimos projetos de vida, a escola técnica para crianças e adolescente pobres Associação e Escola Carlito Maia, batizada em homenagem a seu irmão, e também a Serra Acima - Associação de Cultura e Educação Ambiental. A Serra Acima foi fundada em 1999 com o objetivo de ofertar educação ambiental para crianças em situação de vulnerabilidade social. Morreu em Cunha em maio de 2017, no ano em que faria 80 anos de idade.

## Na cultura popular
A banda brasileira de folk metal Tuatha de Danann dedicou uma canção à Dulce Maia chamada 'The Virgin's Tower' em seu álbum 'The Nameless Cry'. A canção foi composta pelo cantor e letrista inglês Martin Walkyier( Skyclad) e Bruno Maia, membro fundador e vocalista da banda, que é parente de Dulce.